# 符文工廠 龍之天地
《符文工廠 龍之天地》是一款Marvelous計劃於2025年6月5日發行的電子遊戲。屬於《符文工廠系列》的外傳。

## 概述
在 MARVELOUS GAME SHOWCASE 2023 上宣佈本作目前正在與《符文工廠6》一同開發 。
雖然《符文工廠系列》一直以描繪西方背景的舞台為中心，但本作卻是首度以東國（東洋）為故事舞台。
原定2025年5月30日發售，為配合任天堂Switch2上市而改為2025年6月5日發售。

## 遊戲系統
主角在本作將擔任大地舞者，利用舞蹈的力量拯救世界。這種舞蹈配合使用雨傘、鼓和劍等不同的神器來發揮所擁有的威力。 本作還可使用弓箭和符咒等新推出的武器。

## 登場角色

### 主要角色
- 本作選擇了其中一位主角後，另一位主角將以相反立場出現在遊戲中，也是其中一位可攻略的戀愛對象。

昴流（Subaru，聲：榎木淳彌）
本作的男主角，是個浪跡天涯的獵人。
輝夜（Kaguya，聲：石川由依）
本作的女主角，是個流離失所的巫女。
摩可絨（Woolby，聲：加隈亞衣／井上和彥（白龍形態））
是主人公的好夥伴，個性調皮又愛湊熱鬧，偶爾有些粗心大意。本名為「天翔婿白命」，官方宣傳片顯示其真身為白龍。

### 戀人候補
瑪羅（Mauro，聲：梶裕貴）
為了尋找傳說中的秘寶而來到東國的少年，是薇薇亞修一族的人。
妃那（Hina，聲：夏川椎菜）
於前作《符文工廠5》登場的小女孩，本作她乘坐著瑪羅駕駛的飛艇來到東國，對外宣稱自己是考古學者。
村雨（Murasame，聲：古川慎 ）
以成為天下無雙的劍士而在東國浪跡。
伊呂波（Iroha，聲：和氣杏未 ）
春之里的伊呂波茶屋招牌女店員。
麗日（Uraraka，聲：上田麗奈 ）
掌管春季和音樂的東國神明。
祭（Matsuri，聲：安濟知佳）
掌管夏季和劍的東國神明。
鞍馬（Kurama，聲：三木真一郎）
掌管秋季與風的東國神明。
吹雪（Fubuki，聲：齊藤壯馬）
掌管冬季與水的東國神明，半獸人。
彼方（Kanata，聲：Lynn）
掌管天與光的東國神明。
魁（Kai，聲：諏訪部順一）
掌管根國的的鬼神，平常戴著面具，不以真面目示人。
克拉麗絲（Clarice，聲：菲魯茲·藍）
神秘組織「黎明」的首領。
斑鳩（Ikaruga，聲：小林裕介）
幕府直轄組織「陰陽寮」派遣而來的陰陽師。是式神軍團「陣笠眾」的首領。
皮莉卡（Pirika，聲：古賀葵）
來自東國遙遠北方的獵人，DLC追加戀愛對象。
追嵐（Cuilang，聲：河西健吾）
住在秋之里，沉默寡言的機關師 ，DLC追加戀愛對象。

### 東國居民
坂木（Sakaki，聲：大塚芳忠）
春之里的村長。
拓彌（Takumi，聲：檜山修之）
春之里的木工。
鈴（Suzu，聲：久野美咲）
伊呂波的妹妹，立志成為偶像。
翡翠（Hisui，聲：鯨）
擅長姓名占卜的占卜師。
草津（Kusatsu，聲：日野聰）
在夏之里經營著世代相傳的溫泉旅館，「草津旅館」的主人。
飛燕（Tsubame，聲：恆松步）
在夏之里居住的旅行商人。
八千代（Yachiyo，聲：原由實）
在秋之里經營居酒屋的女性。
小太郎（Kotaro，聲：松本沙羅）
在秋之里居住的狸貓，平常會化成小男孩的模樣。
薩札（Saza，聲：豐口惠）
在冬之里從事鍛造工作的矮人。
渡瀨（Watarase，聲：興津和幸）
在冬之里穿著奇裝異服的漁夫。

### 神秘組織「黎明」
貝隆（聲：斧篤志）
神秘組織「黎明」的成員，手中拿著的行李箱可召喚各種魔物。
哈伍德（聲：未公開）
神秘組織「黎明」的成員，只效忠於克拉麗絲一人。